# 繆博誠
繆博誠（葡萄牙語：António Barbosa de Melo，澳葡官定譯名為繆博誠；1932年11月2日—2016年9月7日），葡萄牙法律人員、政治人物，曾任共和國議會議長。
繆博誠生於佩納非耶爾拉加里什，從哥英布拉大學法學院獲法學士及博士學位。
其為人民民主黨（今社會民主黨）創黨領袖之一，曾在該黨中擔任諸多職務。
繆博誠於1976年至1977年間及1991年至1999年間擔任共和國議會議員。其中，他在1991年11月7日至1995年10月26日期間任共和國議會議長，同時兼任國務委員會成員。
2016年9月7日，繆博誠在哥英布拉去世。